# Link building
Link building ili izgradnja poveznica u području optimizacije internetskih tražilica (eng. Search Engine Optimization) naziv je za radnje usmjerene na povećanje broja i kvalitete ulaznih poveznica na mrežnu stranicu s ciljem boljeg plasiranja te stranice u tražilicama.
Ukratko, izgradnja poveznica je proces uspostavljanja relevantnih poveznica na neku stranicu s vanjskih stranica. Izgradnja veza može povećati broj visokokvalitetnih poveznica koje upućuju na mrežnu stranicu, povećavajući vjerojatnost da će biti visoko plasirana u rezultatima tražilice. Izgradnja poveznica također je dokazana marketinška taktika za povećanje svijesti o robnoj marki.

## Vrste veza

### Urednička poveznica
Uredničke veze su one veze koje nisu stečene plaćanjem, traženjem, trgovanjem ili razmjenom. Ove veze su prikupljene zbog kvalitetnog sadržaja i marketinških strategija mrežne stranice. Vlasnik web stranice ih ne treba tražiti jer ih prirodno daju drugi vlasnici web stranice.

### Poveznica resursa
Veze resursa su kategorija veza, koje mogu biti jednosmjerne ili dvosmjerne, obično se nazivaju "Resursi" ili "Informacije" u navigacijskim trakama, ali ponekad, posebno u ranim, manje podijeljenim godinama Weba, jednostavno se nazivaju "poveznice". U osnovi, to su hiperveze na web mjesto ili određenu web stranicu sa sadržajem za koji se vjeruje da je koristan, koristan i relevantan posjetiteljima web mjesta koje uspostavlja vezu.
Posljednjih godina veze na resurse porasle su na važnosti jer je većina glavnih tražilica jasno stavila do znanja da se—prema Googleovim riječima—"kvantiteta, kvaliteta i relevantnost poveznica ubrajaju u vašu ocjenu".
Tražilice mjere vrijednost i relevantnost web-mjesta analizirajući veze na web-mjesto s drugih  Arhivirana inačica izvorne stranice od 24. prosinca 2023. (Wayback Machine) web-mjesta. Rezultirajuća "popularnost veze" mjera je broja i kvalitete poveznica na web mjesto. Sastavni je dio rangiranja web stranice u tražilicama. Tražilice ispituju svaku od poveznica na određenu web stranicu kako bi odredile njezinu vrijednost. Iako je svaki link na web mjesto glas u njegovu korist, ne broje se svi glasovi jednako. Web-mjesto slične tematike kao web-mjesto koje prima dolaznu vezu ima veću težinu od nepovezanog web-mjesta, a cijenjeno web-mjesto (kao što je sveučilište) ima veću kvalitetu veze od nepoznatog ili zloglasnog web-mjesta.
Tekst poveznica pomaže tražilicama da kategoriziraju web stranicu. Inzistiranje motora na tome da veze resursa budu relevantne i korisne razvilo se jer su mnoge umjetne metode izgradnje veza korištene isključivo za tražilice neželjene pošte, tj. da se "prevare" algoritmi motora da dodijele stranicama koje koriste ove neetične uređaje nezasluženo visoke rangove stranica i/ili povratne pozicije.
Google je upozorio programere web stranica da izbjegavaju veze "besplatne za sve", sheme popularnosti veza i podnošenje web stranice tisućama tražilica, s obzirom na to da su te taktike obično beskorisne vježbe koje ne utječu na rangiranje web stranice u rezultatima glavnih tražilica. Već dugi niz godina, najkorištenije tražilice rabe tehnologiju osmišljenu za "crvenu zastavu" i potencijalno kažnjavanje stranica koje koriste takve prakse.